# 玉潭街道
玉潭街道（ぎょくたんかいどう）は中華人民共和国湖南省長沙市寧郷市の街道。

## 行政区画
- 楚潙社区
- 花明社区
- 八一社区
- 香山社区
- 文中社区
- 南苑社区
- 学庵社区
- 通益社区
- 新城社区
- 茆田社区
- 塘湾社区
- 合安社区
- 金星村

## 地理
玉潭街道は寧郷市の北東部に位置し、北は城郊街道と、東及び南東は歴経鋪街道と、西及び南西は白馬橋街道とそれぞれ接している。
- 河川：潙水河

## 教育
- 高等中学校：寧郷一中、寧郷実験中学、玉潭実験中学。

## 交通

### 道路
- 国道：G319国道
- 高速道路：長常高速道路、金洲大道
- 省道：1810省道、1823省道

### 鉄道
- 鉄道：洛湛線、長石線

## 出身有名人
- 黄雅莉